# Mesapamea juncta
Mesapamea juncta là một loài bướm đêm trong họ Noctuidae.